# Lijst van Tweede Kamerleden 1830-1833
De samenstelling van de Tweede Kamer der Staten-Generaal 1830-1833 biedt een overzicht van de Tweede Kamerleden in de periode tussen oktober 1830 en oktober 1833. De zittingsperiode ging in op 19 oktober 1830 en eindigde op 21 oktober 1833.
Er waren 55 Tweede Kamerleden, die verkozen werden door de Provinciale Staten van de 9 provincies die Nederland toen telde. Tweede Kamerleden werden verkozen voor een periode van drie jaar. Elk jaar werd een derde van de Tweede Kamer vernieuwd.

## Samenstelling na de verkiezingen van 1830

### Regeringsgezinden (36 zetels)
- Gerhard Horenken Alberda van Bloemersma[1][2]
- Hubert Matthijs Adriaan Jan van Asch van Wijck[3][4]
- Gerard Beelaerts van Blokland[5][4]
- Cornelis Gerrit Bijleveld[6][4]
- Pieter Johan Boddaert[6][2]
- Ambrosius Ayzo van Boelens[7]
- George Clifford[5][4]
- Petrus Josephus Cuypers[8][2]
- Herman Jacob Dijckmeester[9]
- Willem Boudewijn Donker Curtius van Tienhoven[5][2]
- Dirk van Foreest[5]
- François Frets[5]
- Joseph Gockinga[1][2]
- Johan Gulielmus Hinlópen[6]
- Wolter Hendrik Hofstede[10][4]
- Anthony Hoynck van Papendrecht[5][2]
- Hendrik Abraham IJssel de Schepper[11][2]
- Arnoldus Josephus Ingenhousz[8]
- Joost Jarges[1][4]
- Marinus Willem de Jonge van Campensnieuwland[5][4]
- Willem Johannes Junius van Hemert[5]
- Jacob Carel van de Kasteele[5][2]
- Frans Lemker[11]
- Tinco Martinus Lycklama à Nijeholt[7][2]
- Jan Elias Nicolaas van Lynden van Hoevelaken[9][2]
- Petrus Andreas van Meeuwen[8]
- Otto van Randwijck[9][4]
- Willem Frederik Lodewijk Rengers[7][4]
- Ocker Repelaer van Molenaarsgraaf[5]
- Arnold Jan Bernard van Suchtelen[11][4]
- Tammo Sypkens[1]
- Lodewijk van Toulon[5][2]
- Jan Diederik van Tuyll van Serooskerken[8][2]
- Arnoldus Gerbrandus Verheyen[8][4]
- Johan Weerts[9]
- Sjuck van Welderen Rengers[7][2]
- Jan Iman Hendrik van Wickevoort Crommelin[5]

### Financiële oppositie (15 zetels)
- Daniël François van Alphen[5][2]
- Hendrik Backer[5][4]
- Gerard George Clifford[5]
- Jan Corver Hooft[5][2]
- Edmond Willem van Dam van Isselt[9][4]
- Pieter Samuël Dedel[5][2]
- Johannes Luyben[7][4]
- Chretien Jacques Adrien van Nagell[9][2]
- Jacob Gerard van Nes van Meerkerk[3]
- Johannes op den Hooff[5][4]
- Jacobus Hendricus van Reenen[5][4]
- Albertus Sandberg[11]
- Leopold van Sasse van Ysselt[8][4]
- Willem René van Tuyll van Serooskerken van Coelhorst[3][2]
- Antoine Warin[5][4]

### Onafhankelijken (2 zetels)
- Hendrik Collot d'Escury[5]
- Maurits Pico Diederik van Sytzama[7][4]

### Liberalen (1 zetel)
- Lodewijk Caspar Luzac[5][2]

### Gematigde liberalen (1 zetel)
- Jentje Cats Epz.[7][4]

## Bijzonderheden
- Bij de verkiezingen van 1830 werden 17 Tweede Kamerleden verkozen. Zij werden op 19 oktober 1830 geïnstalleerd.
- Op de openingszitting was van de zuidelijke kamerleden alleen Pieter Alexander Sandelin verschenen.[12]
- Op 20 oktober besliste Koning Willem I dat men voortaan alleen voor de noordelijke provincies zal beslissen; de 55 zuidelijke kamerleden waren niet meer welkom. Aanleiding was de proclamatie van de prins van Oranje op 16 oktober 1830 waarbij hij de onafhankelijkheid van België erkent en oproept deel te nemen aan de verkiezingen van het Belgische Grondwetgevende Nationaal Congres.[13]

## Tussentijdse mutaties

### 1831
- 27 september: Gerhard Horenken Alberda van Bloemersma (regeringsgezinden) overleed. De Provinciale Staten van Groningen verkozen Willem Jan Quintus als zijn opvolger, hij werd op 7 februari 1832 geïnstalleerd.
- Bij de verkiezingen dat jaar werd het mandaat van 19 Tweede Kamerleden hernieuwd. Volgende Tweede Kamerleden, allen regeringsgezinden, werden niet herkozen of waren geen kandidaat voor een hernieuwing van hun mandaat: Hendrik Abraham IJssel de Schepper in Overijssel, Tinco Martinus Lycklama à Nijeholt in Friesland, Jan Elias Nicolaas van Lynden van Hoevelaken in Gelderland en Lodewijk van Toulon in Holland. Hun mandaat liep af op 17 oktober 1831.
- Hun opvolgers waren Reinier Saris van der Gronden, Daam Fockema (beiden financiële oppositie), Willem Anne Schimmelpenninck van der Oye en Tobie Constantijn de Bordes (beiden regeringsgezinden). Zij werden allen dezelfde dag nog geïnstalleerd.
- 17 oktober: Joost Jarges (regeringsgezinden) verliet de Tweede Kamer vanwege zijn benoeming tot lid van de Eerste Kamer der Staten-Generaal. De Provinciale Staten van Groningen verkozen Oncko van Swinderen van Rensema als zijn opvolger, hij werd dezelfde dag nog geïnstalleerd.
- 17 oktober: Arnoldus Gerbrandus Verheyen (regeringsgezinden) verliet de Tweede Kamer vanwege zijn benoeming tot lid van de Eerste Kamer der Staten-Generaal. De Provinciale Staten van Noord-Brabant verkozen Paulus Emanuel Anthony de la Court als zijn opvolger, hij werd een dag later geïnstalleerd.

### 1832
- Bij de verkiezingen dat jaar werd het mandaat van 19 Tweede Kamerleden hernieuwd. Volgende Tweede Kamerleden werden niet herkozen of waren geen kandidaat voor een hernieuwing van hun mandaat: Wolter Hendrik Hofstede (regeringsgezinden) in Drenthe en Leopold van Sasse van Ysselt (financiële oppositie) in Noord-Brabant. Hun mandaat liep af op 15 oktober 1832.
- Hun opvolgers waren Gerrit Kniphorst (gematigde liberalen) en Antonius Josephus Joannes Henricus Verheyen (regeringsgezinden). Zij werden beiden dezelfde dag nog geïnstalleerd.

### 1833
- 17 april: Dirk van Foreest (regeringsgezinden) overleed. Er werd in deze zittingsperiode niet meer in vervanging van zijn vacature voorzien.
- 25 september: Otto van Randwijck (regeringsgezinden) overleed. Er werd in deze zittingsperiode niet meer in vervanging van zijn vacature voorzien.